# West Stayton
West Stayton az Amerikai Egyesült Államok északnyugati részén, Oregon állam Marion megyéjében elhelyezkedő önkormányzat nélküli település, a salemi statisztikai körzet része.